# Särkijärvi (Karesuando socken, Lappland, 759494-179753)
Särkijärvi är en sjö i Kiruna kommun i Lappland och ingår i Torneälvens huvudavrinningsområde. Sjön har en area på 0,75 kvadratkilometer och ligger 287 meter över havet. Sjön avvattnas av vattendraget Särkijoki.

## Delavrinningsområde
Särkijärvi ingår i det delavrinningsområde (759334-179600) som SMHI kallar för Utloppet av Särkijärvi. Medelhöjden är 311 meter över havet och ytan är 12,51 kvadratkilometer. Det finns inga avrinningsområden uppströms utan avrinningsområdet är högsta punkten. Särkijoki som avvattnar avrinningsområdet har biflödesordning 3, vilket innebär att vattnet flödar genom totalt 3 vattendrag innan det når havet efter 380 kilometer. Avrinningsområdet består mestadels av skog (60 procent) och sankmarker (34 procent). Avrinningsområdet har 0,75 kvadratkilometer vattenytor vilket ger det en sjöprocent på 6 procent.